# Притча о зерне горчичном

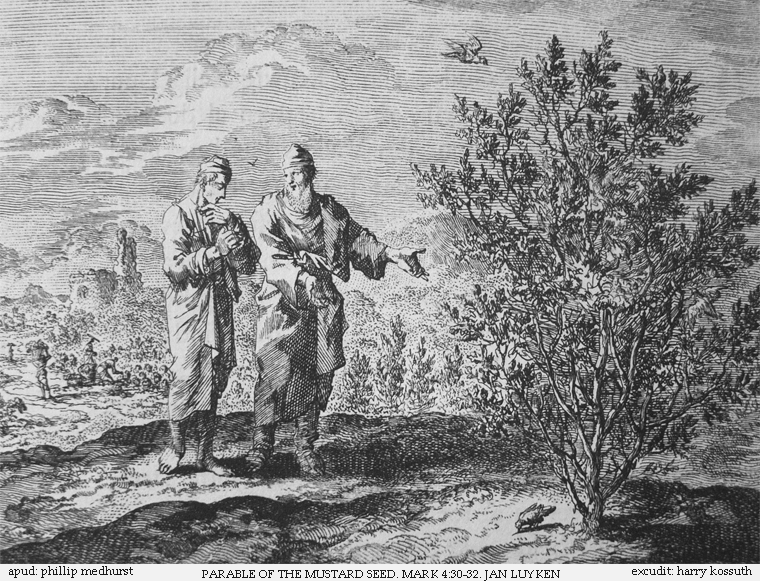
Иллюстрация к притче из «Библии Бойера».

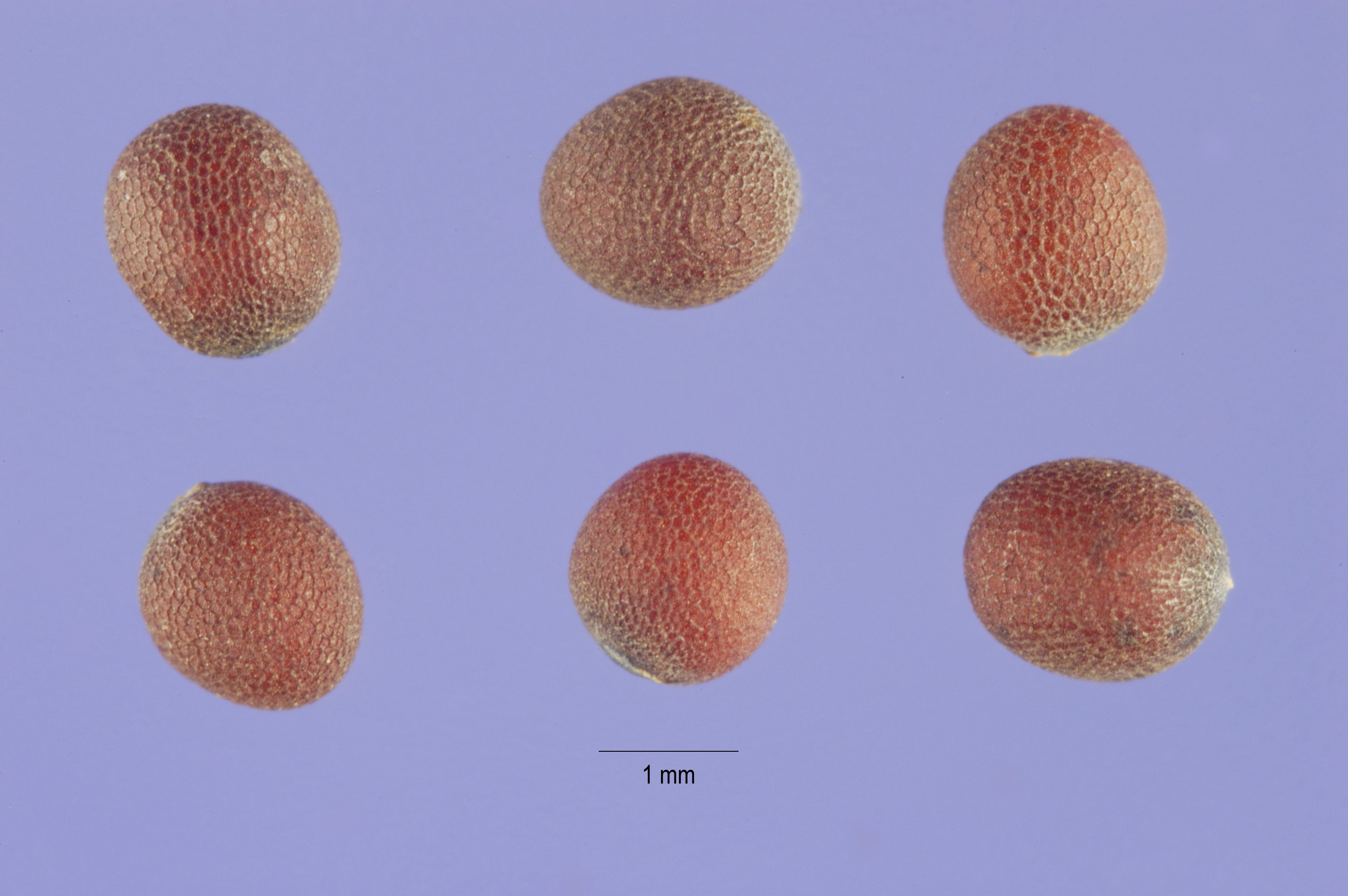
Семена чёрной горчицы. Как можно видеть, они едва превышают 1 миллиметр в диаметре

Притча о зерне горчичном — одна из притч Иисуса Христа о Царствии Небесном.

## Евангельский текст
Притча содержится в евангелиях от Матфея, Марка и Луки:

 Иную притчу предложил Он им, говоря: Царство Небесное подобно зерну горчичному, которое человек взял и посеял на поле своём, которое, хотя меньше всех семян, но, когда вырастет, бывает больше всех злаков и становится деревом, так что прилетают птицы небесные и укрываются в ветвях его. 
— Мф. 13:31-32

 И сказал: чему уподобим Царствие Божие? или какою притчею изобразим его? Оно — как зерно горчичное, которое, когда сеется в землю, есть меньше всех семян на земле; а когда посеяно, всходит и становится больше всех злаков, и пускает большие ветви, так что под тенью его могут укрываться птицы небесные. 
— Мк. 4:30-32

Он же сказал: чему подобно Царствие Божие? и чему уподоблю его? Оно подобно зерну горчичному, которое, взяв, человек посадил в саду своём; и выросло, и стало большим деревом, и птицы небесные укрывались в ветвях его.
— Лк. 13:18-19

## Толкование
Согласно «Библейской энциклопедии Брокгауза», под горчичным зерном понимается семя чёрной горчицы (Brasica nigra). Она, хотя и является однолетним растением, может достигать высоты 2,5—3 м, имеет ветвистый стебель и поэтому выглядит как дерево, действительно привлекательное для птиц (щеглов) своими питательными маслянистыми семенами, диаметр которых составляет 0,95—1,1 мм.
Сравнивая Царство Небесное с горчичным зерном, Господь хотел сказать апостолам, что, хотя они и малы, уничижены, но проповедь их, подобно семени, посаженному в почву, то есть в душу человека, способна принести богатые всходы и Церковь Христова, вначале малая и неприметная для мира, так распространится на земле, что множество народов, как птицы небесные в ветвях дерева горчичного, укроются под её сенью.
Таким образом, в толковании притчи можно выделить как образ умножения Церкви и распространения апостольской проповеди:

Это сравнение Царства Божия с горчичным зерном вполне подтвердилось быстрым распространением Церкви по странам языческого мира. Церковь, будучи вначале малым, для остального мира неприметным религиозным обществом, представленным малочисленной группой некнижных галилейских рыбаков, распространилась в течение двух столетий по всему лицу тогдашнего мира — от дикой Скифии до знойной Африки и от далекой Британии до таинственной Индии.— Епископ Александр (Милеант)
так и образ действия слова Божия в душе человека:

Точно также бывает и в душе каждого человека: веяние благодати Божьей, едва приметное поначалу, все более и более охватывает душу, которая становится постепенно вместилищем различных добродетелей.— Архиепископ Аверкий (Таушев) 
Святитель Иоанн Златоуст сравнивает горчичное зерно с Христом:

Теперь, если мы вникнем в этот предмет со всей тщательностью, мы найдем, что притчу эту можно применить к самому Спасителю. Ведь и Он был ничтожен на вид; и Он недолговечен в мире нашем и велик на небе; Он — и Сын человеческий, и Бог, Сын Божий; Он — неисчетный, вечный; Он — невидимый, небесный, доступный вкушению одних лишь верных; Он был сокрушен и по страдании сделался белым как молоко; Он величием превосходит всякое другое растение; Он — неразлучное с Отцом Слово; Он — Тот, на котором обитают птицы небесные, то есть пророки, апостолы и все избранные; Он Своей собственной теплотой очищает страдания души, Он освежает нас водой крещения, и под Его сенью мы укрываемся от мирского зноя; Он по смерти своей был посеян в землю и, там явив плодоносную силу, тридневно восставил святых из гробов мертвых; Он воскресением Своим показал себя больше всякого пророка; Он спасает всех силой Отчей; Он от земли процвел до небес; Он, будучи посеян на собственном поле, в мире, верующих в Него приводит к Отцу.
К сказанному Святитель Феофилакт Болгарский добавляет:

Итак, будь же и ты горчичным зерном, малым по виду (ибо не должно хвалиться добродетелью), но теплым, ревностным, пылким и обличительным, ибо в таком случае ты делаешься больше «зелени», то есть слабых и несовершенных, сам, будучи совершенным, так что и птицы небесные, то есть ангелы, будут отдыхать на тебе, ведущем ангельскую жизнь. Ибо и они радуются о праведных.